# 아쿠아플라넷 63
아쿠아플라넷 63(영어: aqua planet 63)은 대한민국 서울특별시 영등포구 63빌딩 지하 1층에 있는 수족관이다. 예전 이름은 63씨월드였다. 1985년 7월 27일 토요일에 개관했다. 총 1078평 규모에 400여종, 2만여마리의 해양생물을 보유하고 있다. 흑가오리, 가오리, 펭귄, 전기뱀장어, 피라니아, 곰치, 수달, 철갑둥어, 악어, 물총고기 등을 보유하고 있으며, 실러캔스도 박제로 전시했으니까 철거했다.
2015년 9월 1일 화요일에 리모델링으로 인해 영업이 중단됐다. 같은 해 리모델링하는데 160억원이 투자됐다. 2016년 7월 1일 금요일에 재개장했고 리뉴얼 오픈했다. 2024년 6월 30일 일요일 39년 만에 영업을 종료되고 폐장 및 7월 3일에 철거했다.

## 갤러리

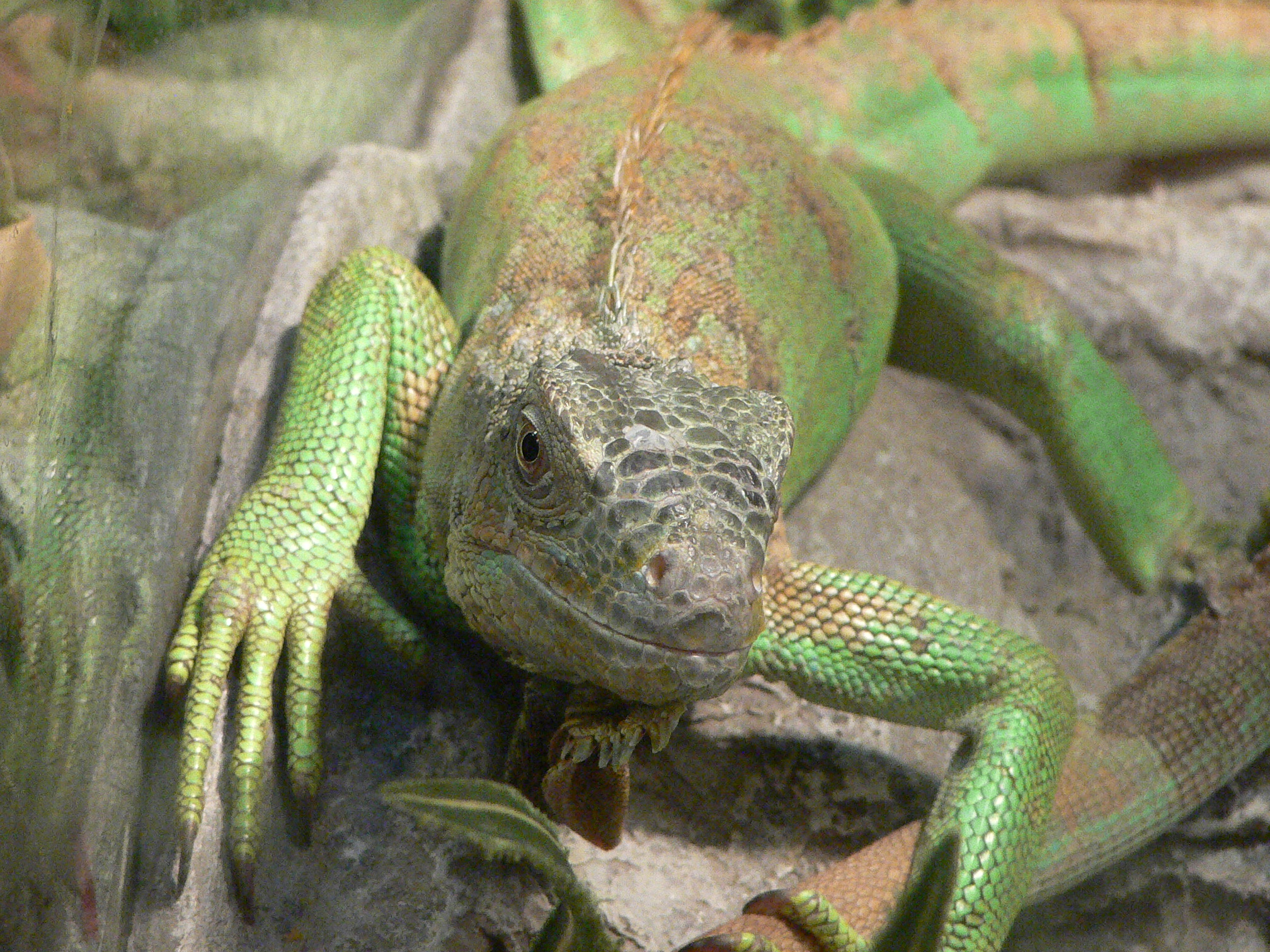
이구아나
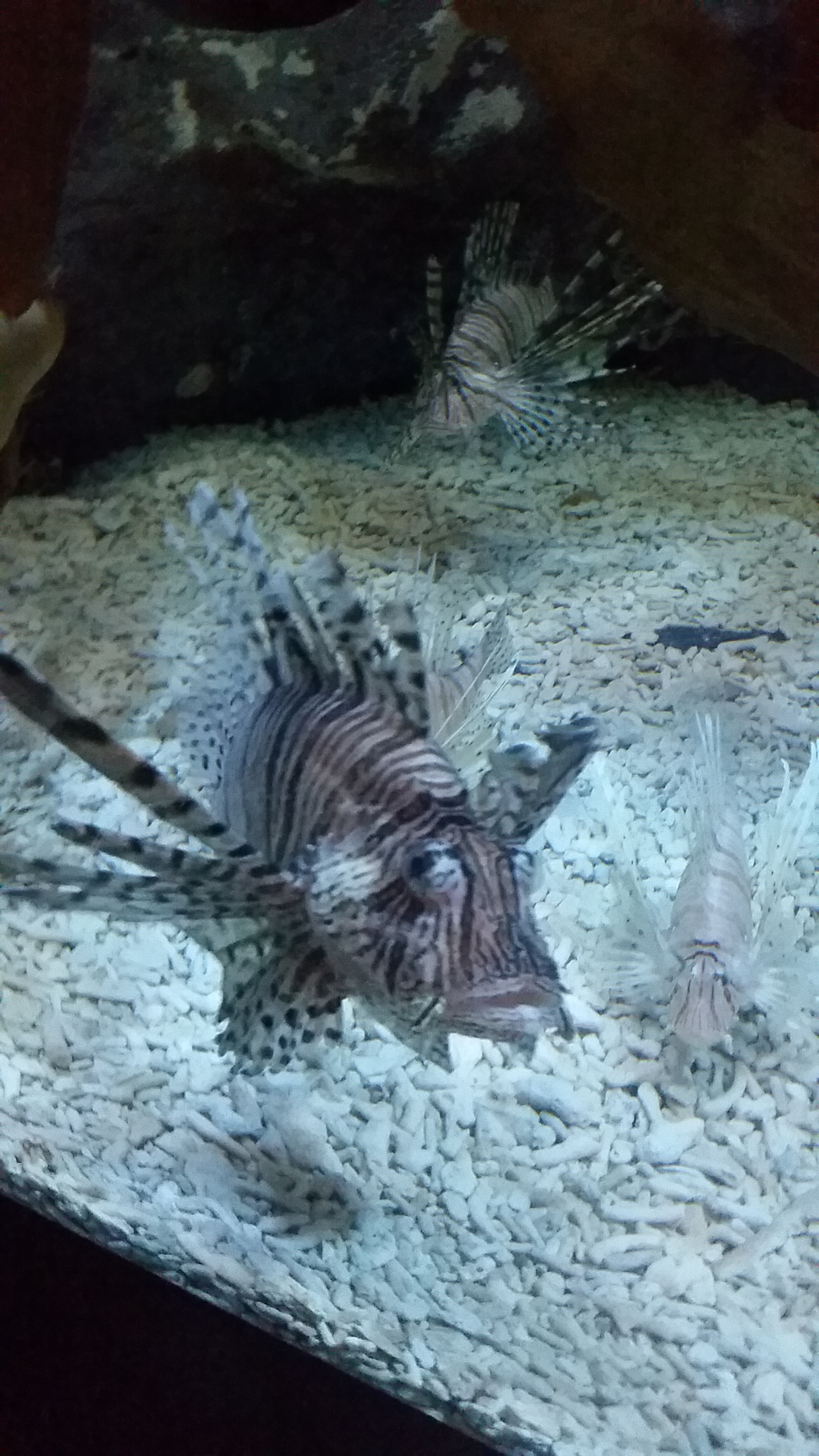

## 같이 보기
- 아쿠아플라넷
- 한화그룹